# Eglofsheim

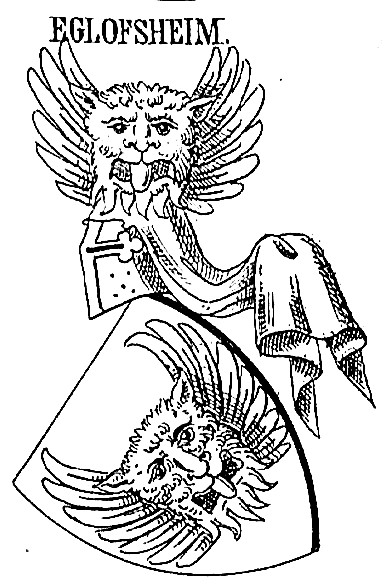
Stammwappen derer von Eglofsheim

Eglofsheim, auch Eglofshaim, war ein bayerisches Adelsgeschlecht aus Eglofsheim (heute Alteglofsheim) bei Regensburg.

## Geschichte
Vor 1314 wurde zwischen den Brüdern Sighart und Karl von Eglofsheim und ihrem Neffen Eglof von Eglofsheim eine Aufteilung ihres Burgbesitzes (Schloss Alt- und Schloss Neuegloffsheim) vereinbart. Sighart war Vitztum Kaiser Ludwigs (des Bayers). Karl hatte zwei Töchter Gutta und Elsbeth. Gutta heiratete Albrecht Nothaft den Jüngeren, Elsbeth ging ins Kloster Viehbach. Burg Neuegloffsheim ging somit in Besitz der Herren von Nothaft. Eglof von Eglofsheim pflanzte das Geschlecht nicht weiter fort, womit es nach 1370 erlosch.

## Wappen

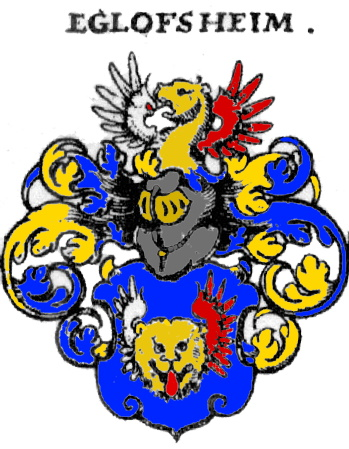
Eglofsheimer Wappen eingefärbt in den bei Rudolf Johann Helmers durch Buchstaben gekennzeichneten Farben

Im Wappen führten die Eglofsheimer einen geflügelten goldenen Löwenkopf im blauen Schild, wobei der (heraldisch) rechte Flügel weiß und der linke Flügel rot sind. Helmdecken: gelb-blau.
Als Zeichen der Verbundenheit mit Ludwig dem Bayern in der Schlacht bei Mühldorf ist das Wappen am Münchener Isartor verewigt. Das Wappen wurde auch von Eglofsheim, das inzwischen Alteglofsheim heißt, übernommen.
Weitere Wappendarstellung:

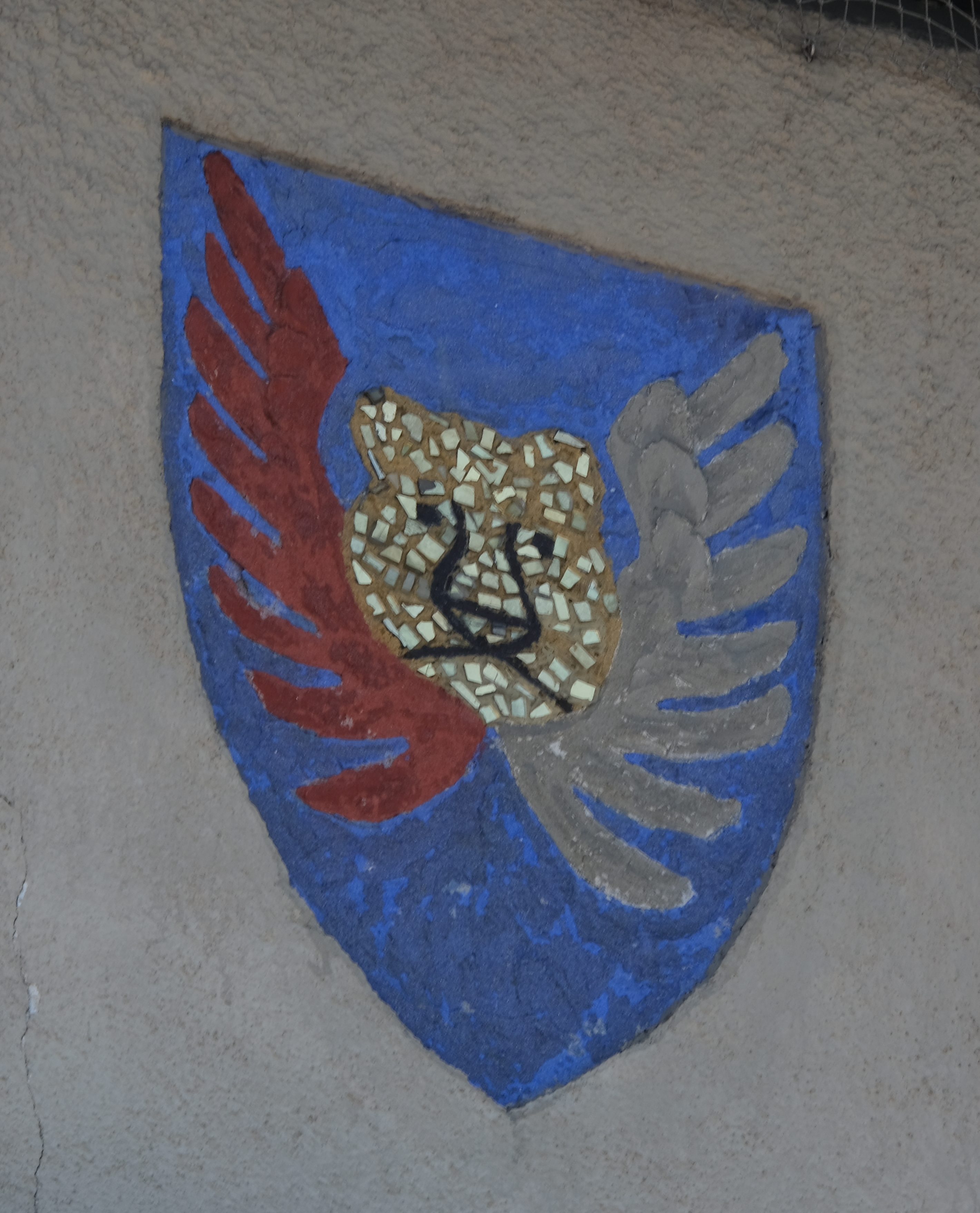
Eglofsheimer Wappen am Isartor in München